# Volta a Tarragona
Das Straßenradrennen Volta a Tarragona war ein Etappenrennen, das von 1908 mit Unterbrechungen bis 2010 für Amateure und später für Radrennfahrer der Eliteklasse in der spanischen Provinz Tarragona veranstaltet wurde.

## Geschichte
Die Volta a Tarragona (auch Volta Ciclista a Tarragona) wurde 1908 begründet und bis 2010 ausgetragen. Es war das erste in Spanien organisierte Etappenrennen. Die Rundfahrt hatte 51 Ausgaben.

## Palmarès
- 1908  Paul Mazan
- 1909–1918 nicht ausgetragen
- 1919  José Pelletier
- 1920–1947 nicht ausgetragen
- 1948  Bernardo Capó
- 1949–1953 nicht ausgetragen
- 1954  Bernardo Ruiz
- 1955–1963 nicht ausgetragen
- 1964 ?
- 1965 ?
- 1966 ?
- 1967 ?
- 1968 ?
- 1969  José Manuel Fuente
- 1970 ?
- 1971  Jean-Michel Richeux
- 1972 ?
- 1973 ?
- 1974 ?
- 1975 ?
- 1976 ?
- 1977  Gómez
- 1978 ?
- 1979  Jesús Guzmán Delgado
- 1980  Pedro Delgado
- 1981  José Recio
- 1982 ?
- 1983  Javier Castellar
- 1984  Loïc Le Flohic
- 1985 ?
- 1986  Thierry Quiviger
- 1987 ?
- 1988  Philippe Dalibard
- 1989  Antonio Sánchez
- 1990 ?
- 1991  Antonio Martín Velasco
- 1992 ?
- 1993 ?
- 1994  Nikolai Kudrijatschew
- 1995  Sergei Iwanow
- 1996  Sergei Gritschenkow
- 1997  Eduard Gritsun
- 1998  Denis Mentschow
- 1999  Wim Van Den Meulenhof
- 2000  Rafael Fernández
- 2001  Alexander Rotar
- 2002  Héctor Guerra
- 2003  Fernando Serrano
- 2004  Joaquín Jorge Soler
- 2005  Pablo Vargas
- 2006  Juan Carlos Carinena
- 2007  John Devine
- 2008  Sergi Escobar
- 2009  Colin Menc
- 2010  Aurélien Ribet